# Chicory Tip
I Chicory Tip sono stati un gruppo musicale bubblegum inglese.

## Storia del gruppo
I Chicory Tip vennero formati nel 1968 a Maidstone ed erano originariamente composti da Peter Hewson (voce), Barry Mayger (basso), Brian Shearer (batteria) e Dick Foster (chitarra). Nel 1972 Foster venne sostituito da Rod Cloutt (chitarra, sintetizzatore, organo). Nello stesso anno la band incise Son of My Father, singolo scritto da Giorgio Moroder ricordato per essere il primo successo in cui figura il Moog: raggiunse infatti i primi posti delle classifiche nel Regno Unito e vari paesi europei, si aggiudicò il disco d'oro e venne presentato nella trasmissione Top of the Pops. I Chicory Tip incisero i due singoli di discreta fortuna What's Your Name (1972) e Good Grief Christina (1973) prima di sciogliersi negli anni settanta.
Il gruppo si riformò nel 1996.

## Membri
- Peter Hewson – voce
- Richard "Rick" Foster – chitarra
- Brian Shearer – batteria
- Barry Mayger – basso
- Rod Cloutt – tastiera

## Discografia

### Album in studio
- 1972 – Son of My Father

### Singoli
- 1970 – Monday After Sunday
- 1971 – My Girl Sunday
- 1971 – Excuse Me Baby
- 1971 – I Love Onions
- 1972 – Son of My Father
- 1972 – What's Your Name
- 1972 – The Future Is Past
- 1973 – Good Grief Christina
- 1973 – Cigarettes, Women and Wine
- 1973 – I.O.U.
- 1974 – Take Your Time Caroline
- 1975 – Survivor